# Gander International Airport

i7
i11
i13
Gander International Airport (IATA: YQX, ICAO: CYQX)
ist ein Flughafen auf der kanadischen Insel Neufundland. Die nächste Stadt ist Gander, die als Wohnort für die Bauleute und Flughafenangestellten gegründet worden war. Der Flughafen wurde insbesondere erbaut, um bei Transatlantikflügen als Zwischenstopp zum Auftanken zu dienen.
Heute macht der Flughafen hohe finanzielle Verluste. Mehr als 50 % des Flugverkehrs stammt von militärischen Maschinen, die keine Landegebühren bezahlen müssen. Gander International Airport wird nur von einer Regionalfluggesellschaft regelmäßig angeflogen (2007). Im Sommer kommen Charterflüge hinzu.

## Infrastruktur
Der Flughafen ist ein Platz des National Airports Systems und befindet sich im Eigentum von Transport Canada. Betrieben wird er von der „Gander International Airport Authority“. Da der Platz durch Nav Canada als Airport of Entry klassifiziert ist und dort Beamte der Canada Border Services Agency (CBSA) stationiert sind, ist hier eine Einreise aus dem Ausland zulässig. Gander International Airport hat einen 24-Stunden-Betrieb.
Der Flughafen verfügt heute über zwei Landebahnen. Eine dritte, kurze Landebahn 09/27 wurde geschlossen.

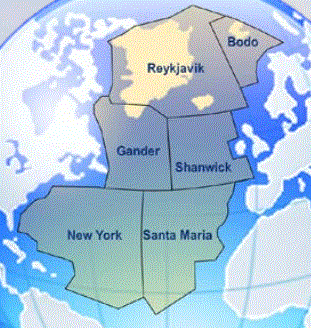
Zuständigkeitsbereiche der Flugsicherungen über dem Nordatlantik

Die von der kanadischen Flugsicherung Nav Canada betriebene Flugverkehrskontrollzentrale (Area Control Centre, ACC) mit dem Namen Gander Control kontrolliert zusammen mit der britischen Kontrollzentrale Prestwick ACC, die für die Shanwick Ocean Flight Information Region zuständig ist, den Flugverkehr über dem Nordatlantik (siehe auch Shannon Radio und North Atlantic Tracks). Piloten von Flügen über den Nordatlantik  müssen mit einer dieser oder beiden Flugsicherungszentralen Kontakt halten.
Der zivile Flughafen wird auch vom Canadian Forces Base 9 Wing Gander der kanadischen Streitkräfte als Basis genutzt. Es handelt sich um die wichtigste militärische Einrichtung auf Neufundland. 9 Wing Gander erledigt Such- und Rettungsaufgaben in den Seeprovinzen, Neufundland und Labrador, Nordost-Québec, Teilen der Arktis und in den Meeresgebieten rund um diese Regionen.
Kanada und die US Air Force betreiben zudem eine Radaranlage im Rahmen der nordamerikanischen Luft- und Weltraumverteidigung.
Im Jahr 2012 wurde die Piste 03/21 für zehn Millionen kanadische Dollar saniert und dabei mit einer Sicherheitsfläche (englisch runway end safety area, RESA) am Ende von Start- und Landebahn 21, befestigten Seitenstreifen und neuer Rollhalt-Befeuerung (englisch runway guard lights) ausgestattet.

## Geschichte

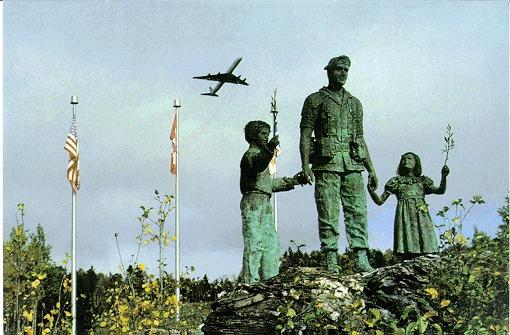
Mahnmal, das an der Absturzstelle unweit des Flughafens der Opfer des Unfalls vom Dezember 1985 gedenkt

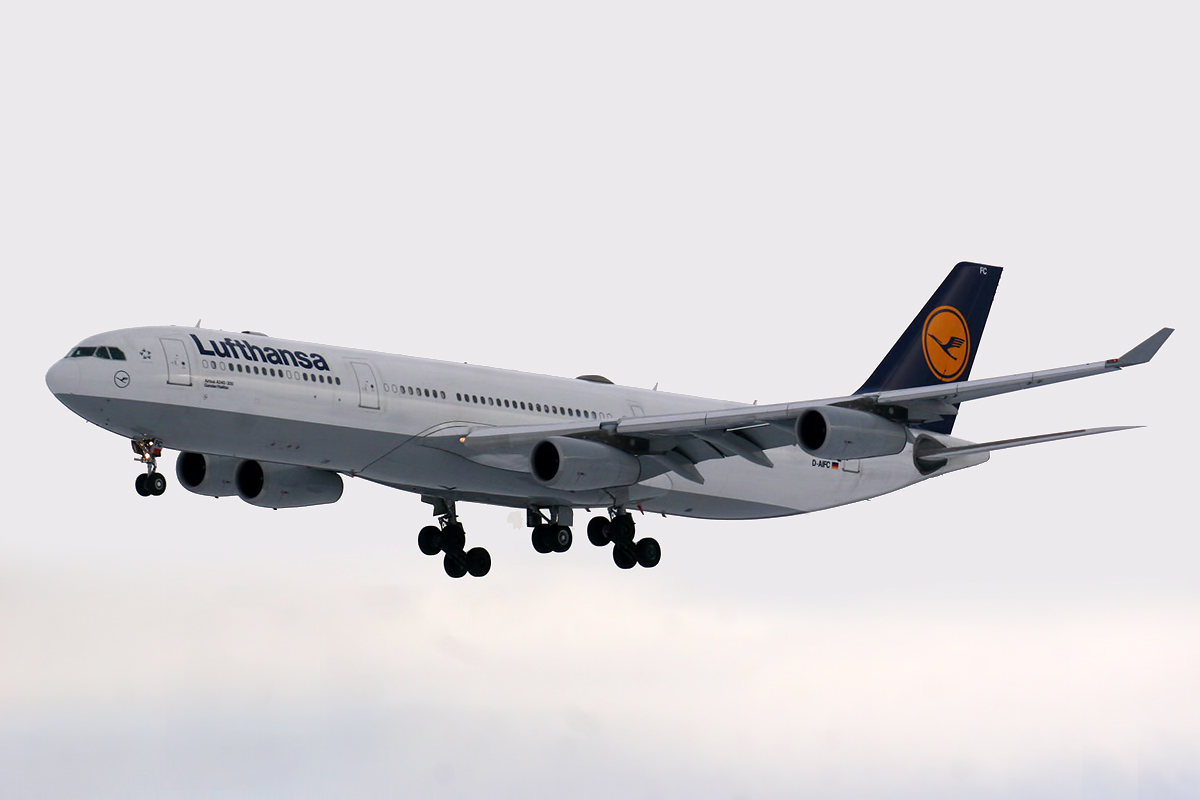
Lufthansa-Airbus A340 Gander Halifax

Im Juni 1936 wurde mit den Bauarbeiten am Flughafen begonnen. Im Gegensatz zu den meisten anderen Flughäfen wurde dieser nicht in der Nähe einer Großstadt errichtet, sondern in der menschenleeren Wildnis. Das Flughafengelände lag einzig an einer Eisenbahnlinie und im äußersten Nordosten Nordamerikas. Flugzeuge auf der Great Circle Route, der direkten Flugroute über den Nordatlantik, sollten hier einen Zwischenstopp einlegen und auftanken; die Maschinen der damaligen Zeiten hatten keine ausreichende Reichweiten für Direktflüge. Am 11. Januar 1938 landete erstmals ein Flugzeug in Gander. Im November desselben Jahres nahm der Flughafen seinen Betrieb auf. Bald darauf hatten die Bauarbeiter vier gepflasterte Flugpisten erstellt und damit den größten Flughafen der damaligen Zeit.
Während des Zweiten Weltkriegs war die RCAF Station Gander als einzige Landemöglichkeit in den Seeprovinzen und Neufundland von großer strategischer Bedeutung. Beinahe alle Flugzeuge, die während des Krieges über den Nordatlantik nach Großbritannien und an die europäische Front oder zurück flogen, mussten in Gander einen Stopp zum Auftanken einlegen. Im November 1940 verließen die ersten sieben amerikanischen Militärflugzeuge den Flughafen nach Europa. 20.000 weitere in Nordamerika gebaute Jagdflugzeuge und Bomber sollten folgen. Rund um die Flugbasis der USAAF lebten damals rund 10.000 Menschen in Baracken.
Nach dem Zweiten Weltkrieg ging die Kontrolle über den Flughafen wieder zurück an die Behörden von Neufundland. Gleichzeitig nahm auch der zivile Flugverkehr über den Atlantik mit Landflugzeugen zu. Für Fluggesellschaften wie TCA (heute Air Canada), BOAC (heute British Airways), Pan Am und TWA war Gander neben dem Flughafen Shannon in Irland die wichtigste Zwischenstation zum Auftanken. Von Gander konnte man die meisten Metropolen an der amerikanischen Ostküste und Westeuropas erreichen. Ein Passagieraufkommen von 250.000 Personen und rund 13.000 Flugzeugen jährlich veranlassten die kanadische Regierung, ein neues Terminal zu bauen, der im Juni 1959 eröffnet wurde.
Der Flughafen, der damals mit dem Slogan „Crossroads of the World“ (Kreuzung der Welt) warb und zu den verkehrsreichsten der Welt zählte, erlebte in den 1960er-Jahren einen schnellen Niedergang: die letzte Generation der viermotorigen Propellerverkehrsflugzeuge ab 1956 und die neuen Düsenflugzeuge ab 1958 hatten genug Reichweite, um den Atlantik ohne Zwischenlandungen zu überqueren, und so nahm das Verkehrsaufkommen auf dem Flughafen von Gander schnell wieder ab. In der Folge benutzten vor allem noch Militärflugzeuge und Passagierflugzeuge aus dem sozialistischen Osteuropa und der Sowjetunion auf dem Weg nach Kuba den Flughafen von Gander als Zwischenstopp. Zahlreiche Osteuropäer nutzten die Zwischenlandung, um in den Westen zu flüchten. Bekannte Flüchtlinge waren 1980 der Schachgroßmeister Igor Wassiljewitsch Iwanow und die Vietnamesin Phan Thị Kim Phúc.
Während der Betriebszeit des Space Shuttle war Gander ein möglicher Notlandeplatz bei einem Startabbruch.
Als am 11. September 2001 nach den Terroranschlägen in den USA der amerikanische Luftraum gesperrt wurde, wurden im Rahmen der Operation Yellow Ribbon 39 Flugzeuge nach Gander umgeleitet. Außer Halifax musste an diesem Tag kein anderer kanadischer Flughafen mehr Flugzeuge aufnehmen. 6122 Passagiere und 473 Besatzungsmitglieder strandeten in Gander, das weniger als 10.000 Einwohner hat. Die unfreiwilligen Gäste berichteten von unglaublicher Gastfreundschaft und Aufopferungsbereitschaft der lokalen Bevölkerung. Als Würdigung dieser außerordentlichen Betreuung taufte die Lufthansa am 16. Mai 2002 einen neuen Airbus A340-300 auf den Namen „Gander/Halifax“. Dies ist das erste Flugzeug der Lufthansa, das nicht nach deutschen Bundesländern, deutschen Städten oder nach Kontinenten benannt wurde. Das Flugzeug trägt das Luftfahrzeugkennzeichen D-AIFC.

## Zwischenfälle
Am Flughafen Gander und in seiner Umgebung kam es zu mehreren Flugunfällen. 
- Am 18. September 1946 kollidierte eine vom Flughafen Shannon kommende Douglas DC-4-1009 der belgischen Sabena (OO-CBG) im Landeanflug auf den Flughafen Gander mit Bäumen und stürzte 38 Kilometer südwestlich des Zielflughafens bei Dead Wolf Brook ab. Berichten zufolge wollte der Kapitän einen Sichtanflug durchführen und dafür unter die Wolkendecke sinken. Da sich diese nur knapp oberhalb des Bodens befand, kollidierte das Flugzeug mit Bäumen und brach auseinander. Von den 44 Insassen kamen 27 ums Leben, sechs Crewmitglieder und 21 Passagiere.[13][14]

- Am 25. August 1954 begann eine Lockheed L-749 Constellation der französischen Air France (F-BAZI) bei der Landung auf dem Flughafen Gander auf der nassen Landebahn nach links zu driften. Alle Versuche der Piloten, die Maschine auf der Landebahn zu halten, misslangen und das Flugzeug rutschte nach links von der Bahn in einen 7 Meter breiten Graben. Alle 67 Insassen, neun Besatzungsmitglieder und 58 Passagiere, überlebten den Unfall. Das Flugzeug wurde irreparabel beschädigt.[15]

- Am 31. Juli 1963 rollte eine Lockheed L-1049/WV-2 Super Constellation der US Navy (Bu 141329) bei Übungsanflügen auf dem Flughafen Gander von der Landebahn herab, schlug gegen das Gebäude des ILS-Senders und kam quer zu einer Straße zum Stillstand. Der Rumpf brach vor der Tragfläche auseinander. Alle 7 Besatzungsmitglieder überlebten den Unfall.[16]

- Am 5. September 1967 verunglückte eine Iljuschin Il-18 der Československé aerolinie (OK-WAI) beim Start vom Flughafen Gander. Dabei fanden 37 Personen den Tod.[17]

- Am 12. Dezember 1985 kam es zum schwersten Flugunfall auf kanadischem Boden: Eine gecharterte Douglas DC-8 der US-amerikanischen Arrow Air mit US-Soldaten der Sinai-Friedenstruppe auf dem Flug nach Hause in die Weihnachtsferien war in Gander zwischengelandet. Bei winterlichen Verhältnissen verzögerte sich der Weiterflug. Beim Start gewann die Maschine, die deutlich überladen war und deren Tragflächen zudem vereist waren, nur langsam an Geschwindigkeit. Der Kapitän zog die Maschine zu früh hoch und es kam zu einem Strömungsabriss. Nur einen Kilometer hinter der Startbahn stürzte die Maschine in ein Waldstück ab. Alle 256 Menschen an Bord kamen ums Leben. An der Absturzstelle erinnert das Silent Witness Memorial an dieses Ereignis (siehe auch Arrow-Air-Flug 1285).